# Hektor Dule
Hektor Dule es un escultor albanés.

## Vida y obras
Estudió en el Liceo Artístico "Jordan Misja" de Tirana, y prosiguió su formación como escultor en la escuela secundaria industrial de Praga.
El escultor ha hecho una valiosa contribución en el arte de Albania, siendo un maestro de la escultura figurativa realista estilo en el que ha realizado obras sobresalientes, en ocasiones colaborando con Perikli Çuli. 
El monumento a  Mushqetase es una de las obras del escultor Héctor Dule , instalada en 1970 en el pueblo de Mushqeta (distrito de Tirana), en la carretera Tirana-Elbasan.
Está casado con Kozeta Papa Dule.